# Comandante Luis Piedra Buena
Comandante Luis Piedra Buena är en ort i Argentina.   Den ligger i provinsen Santa Cruz, i den södra delen av landet, 1 900 km sydväst om huvudstaden Buenos Aires. Comandante Luis Piedra Buena ligger 12 meter över havet och antalet invånare är 4 176.
Terrängen runt Comandante Luis Piedra Buena är huvudsakligen platt. Comandante Luis Piedra Buena ligger nere i en dal som går i öst-västlig riktning. Trakten runt Comandante Luis Piedra Buena är nära nog obefolkad, med mindre än två invånare per kvadratkilometer..
Trakten runt Comandante Luis Piedra Buena består i huvudsak av gräsmarker.